# 岐南町総合体育館
岐南町総合体育館（ぎなんちょうそうごうたいいくかん）は、岐阜県羽島郡岐南町にある岐南町が管理運営する総合体育館である。
岐阜県の主要体育館のひとつで、1979年（昭和54年）開館。

## 施設
- 競技場（バレーボール、バスケットボール、バドミントン）
- 卓球場
- 剣道場
- 柔道場
- サーキット・トレーニング室
- 会議室・ミーティングルーム

## 概要
- 休館日：月曜日、祝日、第3日曜日、年末年始（12月29日～1月3日）
- 開館時間：9時00分～21時30分
- 所在地：岐阜県羽島郡岐南町平成7-47

## アクセス

### 公共交通機関
- 岐南町コミュニティバス「岐南中学校前」バス停より徒歩で約5分。
- 岐南町コミュニティタクシー「体育館」乗り場下車。徒歩ですぐ。
- 名鉄名古屋本線「岐南駅」下車。徒歩で約25分。

### 自動車
- 国道22号（名岐バイパス）「伏屋」交差点より西へ（岐阜県道175号岐阜岐南線）約2分。

## その他
体育館の真向かいには岐南町図書館・岐南町歴史民俗資料館がある。
この地には、かつて「岐南ボウル」というボウリング場が存在していた。
JR東海道本線の沿線にあり、1980年代、岐南町と笠松町は、町境付近に東海道本線「岐阜南駅（仮称）」の設置計画をしており、この近辺が候補地の一つであったという。しかし、当時は住宅が殆ど無く、乗降客数も少ないと想定された事、当時の国鉄側の事情もあり、幻に終わったという。